# Jean Liu
Jean Liu ou Liu Qing, née en 1978 à Pékin, est une femme d'affaires chinoise. Elle est présidente de Didi Chuxing, la plus grande plateforme de transport mobile en Chine.   
En 2016, Jean a été sélectionnée par le magazine Fast Company comme l'une des femmes d'affaires les plus créatives au monde. Elle est aussi incluse dans la liste des 50 femmes les plus puissantes du magazine Fortune.  

## Biographie

### Enfance et formation
Jean Liu est née en 1978 à Beijing, en Chine. Elle est la fille de l’homme d'affaires chinois Liu Chuanzhi, fondateur de Lenovo, et la petite-fille de Liu Gushu, cadre supérieur à la Banque de Chine. Elle est titulaire d'une licence en sciences informatiques de l'Université de Beijing et d'une maîtrise en sciences informatiques de l'Université Harvard. 

### La plus jeune directrice de Goldman Sachs
En 2002, après avoir terminé ses études, Jean Liu rejoint la banque Goldman Sachs comme analyste junior. Pendant 12 ans, de 2002 à 2014, elle gravit tous les échelons jusqu'à devenir l'une des plus jeunes directrices dans l'histoire de la banque. En 2012, elle est nommée directrice générale pour l'Asie. 

### Fusion et partenariat stratégique
Lorsque Jean rejoint Didi Dache en 2014, l'entreprise est en concurrence avec sa rivale Kuaidi Dache. Avec Cheng Wei, dirigeant de Didi Dache, Jean orchestre une levée de fonds spectaculaire de 900 millions de $ américains et la fusion avec Kuaidi Dache.
Le 4 février 2015, Didi Dache annonce que Jean Liu est nommée présidente de la société. Le 14 février, Didi Dache officialise sa fusion avec Kuaidi Dache. 
En juillet 2015, Jean conduit l'entreprise à compléter une levée de fonds de 2 milliards de $ américains élevant les réserves de trésorerie de la société à plus de 3,5 milliards $. 
En janvier 2016, Jean annonce que Didi Kuaidi et China Merchants Bank (CMB) concluent un partenariat stratégique global de coopération sur un large éventail d'initiatives, y compris les paiements mobiles, cartes bancaires conjointes, crédit automobile. Le partenariat comprend un investissement stratégique par CMB dans Didi Kuaidi.

### Présidente de Didi Chuxing, géant de l’Internet chinois
En septembre 2015, la nouvelle société Didi Kuaidi, change de nom pour s’appeler Didi Chuxing (DiDi). C'est le plus grand acteur du marché du covoiturage en Chine. Pour la fusion entre Didi Dache et Kuaidi et la collecte de fonds record pour Didi Chuxing, Jean Liu est désignée comme le « Top Deal Maker » par le Wall Street Journal.
En mai 2016, elle a négocie un investissement d'Apple d'un milliard $ US dans DiDi. Cet investissement donne à Apple une forte présence sur le marché chinois et une opportunité pour les deux société de collaborer sur le marketing et l'intégration de produits.
Elle a également négocié des partenariats stratégiques avec trois autres sociétés d'appel radio, y compris Lyft aux États-Unis, Ola en Inde et Grab à Singapour.

### Jean Liu négocie l’acquisition d’Uber China
À l’issue d’une lutte acharnée avec Uber qui souhaitait s’imposer sur le marché chinois, Jean Liu l’emporte et signe le 1er août 2016, l’acquisition de Chine Uber China par DiDi.
Depuis que Jean Liu a rejoint DiDi en juillet 2014, elle et Cheng Wei ont complètement transformé la société. À partir d'une plateforme de taxis, DiDi est devenu la plus grande plate-forme de transport mobile en Chine. Jean travaille avec Cheng Wei pour superviser toutes les opérations commerciales de DiDi. La société offre une gamme complète de services de mobilité sur son application pour près de 300 millions d'utilisateurs à travers plus de 400 villes chinoises, y compris, DiDi Chauffeur, DiDi Bus, DiDi test Drive, Location de voiture DiDi et DiDi Enterprise Solutions. Plus de 16 millions de déplacements ont été effectués sur la plateforme DiDi sur une base quotidienne au second trimestre 2016. Chaque jour, la plate-forme de DiDi génère plus de 70 térabytes de données (ce qui correspond aux données de plus de 70 000 longs-métrages), traite plus de 9 milliards de demandes de routage et produit plus de 13 milliards de points de localisation. 
En quatre années de fonctionnement, la société a acquis des milliards de données concernant les transports dans plus de 400 villes chinoises : points de départ et de destinations, périodes de pointe et itinéraires fréquents. DiDi essaie de tirer pleinement parti de ces données pour l'analyse prédictive et pour créer des produits innovants pour des transports intelligents. Selon Jean Liu, l'entreprise tient à recruter et à retenir les meilleurs talents, c'est une priorité pour DiDi. Dans une interview pour le magazine Fast Company, elle explique : « Pour être une grande entreprise, vous avez non seulement besoin du meilleur produit, mais aussi des meilleures personnes. Notre objectif est d'obtenir les meilleurs jeunes talents dans de nombreux domaines. Chez DiDi ils ont le sentiment qu'ils peuvent avoir un impact énorme. »

### Vie privée
Jean vit actuellement à Beijing avec son mari et ses trois enfants. En octobre 2015, Jean annonce qu'elle est traitée pour un cancer du sein alors qu'elle n'a que 37 ans. En décembre 2015, elle poste sur le réseau social Weibo un message indiquant qu'elle retournait au travail, après deux mois de traitement. Après avoir été nommée l'une des « 50 mamans les plus influentes de 2016 » par Working Mother, Jean témoigne des difficultés pour équilibrer vie privée et vie professionnelle.

### Reconnaissance
Jean Liu est reconnue comme l'une des chefs d'entreprise les plus influentes du monde par de nombreux médias.
En 2016, elle est sélectionnée par Fast Company comme l'une des « plus créatives de la population mondiale dans les affaires ». Elle est classée aux côtés de Cheng Wei, PDG de DiDi sur La Liste Wired 100. Elle est aussi nommée par le magazine Fortune sur la liste des femmes les plus influentes. 
En 2015, elle a été nommée « Young Global Leaders » par le World Economic Forum. Elle a été classée parmi les « 12 Puissance Businesswomen de l'Asie à surveiller » par Forbes et « Leaders Top Business Women » de la Chine par le Chine Entrepreneurs Magazine.
En 2013, elle est nommée « Leaders Top Business Women » en Chine par la Chine Entrepreneurs Magazine.

## Publication
Jean Liu a sorti son premier livre, DiDi : l'économie de partage est en train de changer la Chine, coécrit par Cheng Wei et Zhang Xiaofeng, le fondateur de Internet Plus Club. Le livre est publié par l'éditeur chinois Postes et Télécom presse populaire en juin 2016. Il explique l'utilisation des données extraites des algorithmes d'apprentissage profond de DiDi et la nouvelle ère de l'économie du partage liée aux nouvelles technologies.